# Pesthuysbrug
De Pesthuysbrug (brug 181) is een vaste brug in Amsterdam Oud-West.

## Huidige brug
De verkeersbrug, waarover ook tramlijn 3 rijdt verbindt de Bilderdijkstraat en de Eerste Constantijn Huygensstraat. Ze overspant daarbij het Jacob van Lennepkanaal met aan beide zijden de Jacob van Lennepkade. In het zuidwesten van de brug heeft het kanaal geen kade die dient als rijweg. Hier staat het voormalige Wilhelmina Gasthuis.

## Geschiedenis
In najaar 1891 kwam hier toen een relatief zware dubbele basculebrug, want er moest ook al een tram overheen, aanneemsom 50.000 gulden. In nazomer 1892 was de brug gereed. In 1901/1902 moest de brug verstevigd worden in verband met de komst een de elektrische tram. Het Jacob van Lennepkanaal was toen nog een van de aanvoerroutes van de groentenmarkt aan de Marnixstraat. Toen deze in 1932 werd verplaatst naar de nieuwe Centrale Markthallen met als aanvoerroute de Jan van Galenstraat (auto in plaats van schip) was een basculebrug hier niet meer nodig. Echter tegelijkertijd moest er voor een verkeersverbinding gezorgd worden tussen Oud-West en Oud-Zuid, er was een brede brug nodig. Het ontwerp voor de brug uit 1938 is van de hand van het bureau van de Publieke Werken, waar toen Piet Kramer een grote vinger in de pap had in het architectonische ontwerp.  De brug heeft ten opzichte van andere bruggen van Kramer een grote soberheid. Er is wel wisseling van baksteen en natuursteen in de Amsterdamse Schoolstijl, maar brughuisjes, beeldhouwwerken en siermeedijzeren balustrades ontbreken. Wel is het jaartal van oplevering uitgebeiteld in het graniet. 

## Omgeving
De brug ontleent haar naam aan het Pesthuis dat hier ooit lag op vrijwel hetzelfde terrein van het Wilhelmina Gasthuis. Op dat terrein stond ook jarenlang een gebouw, dat enige tijd gold als een van de lelijkste gebouwen van de stad; het Jan Swammerdam Instituut, dat overigens wel in de Jan Swammerdambrug een brug naar zich genoemd kreeg.

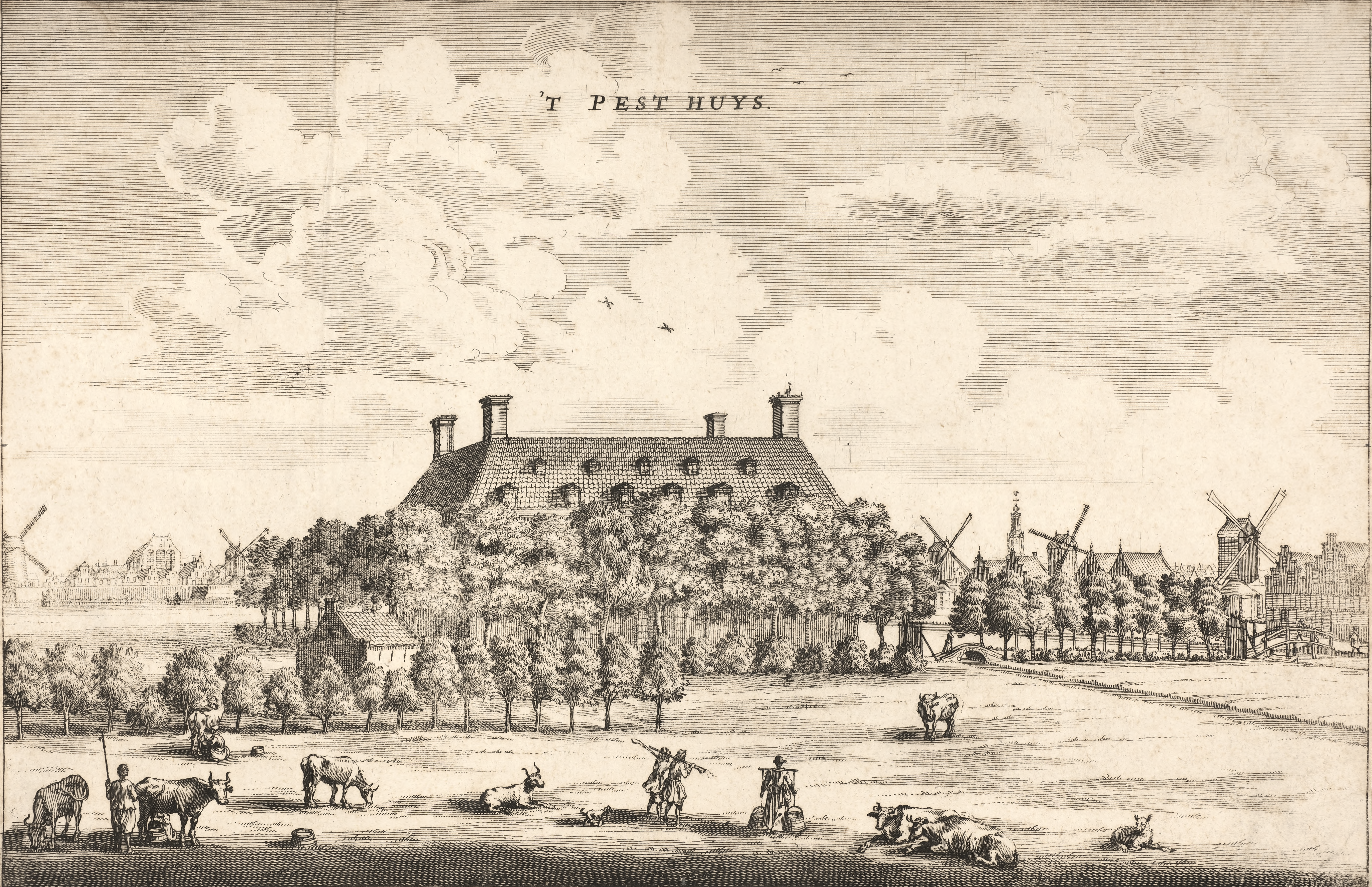
Het Pesthuys in 1663, naamgever

<<< · 100 · 101 · 102 · 103 ·  105 · 106 · 107 · 108 · 109 ·  110 · 111 · 112 · 113 · 114 · 115 · 116 · 117 · 118 · 119 · 120 · 121 · 122 · 123 · 124 · 125 · 126 · 127 · 128 · 129 · 130 · 131 · 132 · 135 · 136 · 137 · 138 · 139 · 140 · 141 · 142 · 143 · 144 · 145 · 146 · 147 · 148 · 149 ·  150 · 151 · 152 · 155 · 156 · 159 · 160 · 161 · 162 · 163 · 164 · 165 · 166 · 167 · 168 · 169 ·  170 · 171 · 172 · 173 · 174 · 175 · 176 · 177 · 178 · 179 · 180 · 181 · 182 · 183 · 184 · 185 · 186 · 187 · 189 · 190 · 191 · 192 · 193 · 194 · 195 · 196 · 198 · 199 · >>>
Brugnummers 104, 133, 134, 153, 154, 157, 158, 188 en 197 zijn niet (meer) in gebruik.